# Могилевський Олексій Миколайович
Олексій Миколайович Могилевський — старший солдат підрозділу Збройних Сил України, учасник російсько-української війни, який загинув у ході російського вторгнення в Україну.

## Життєпис
Народився 13 березня 1997 року в м. Хмельницькому. 
На військовій службі в Збройних Силах України перебував з 2017 по 2022 рік. Проходив військову службу на посаді старшого механіка-водія взводу механізованої роти у складі 30-тої окремої механізованої бригади імені князя Костянтина Острозького.
Загинув 14 березня 2022 року в боях з російськими окупантами в ході відбиття російського вторгнення в Україну (місце — не уточнено).

## Родина
Вдома у військовослужбовця залишилася мати.

## Нагороди
- орден За мужність III ступеня (2022, посмертно) — за особисту мужність і самовіддані дії, виявлені у захисті державного суверенітету та територіальної цілісності України, вірність військовій присязі [4].